# 秦岭天台山隧道
秦岭天台山隧道，是中华人民共和国陕西省宝鸡市境内的一座双洞公路隧道，为中国国家高速公路网纵向主线  银昆高速宝鸡至坪坎段的重点控制性工程，穿越秦岭天台山，全长15.560公里，为双向六车道分离式隧道，设计行车速度为80公里／小时，总投资34.13亿元人民币，于2016年10月20日开工，2020年12月28日贯通，2021年9月30日正式通车。

## 工程规模

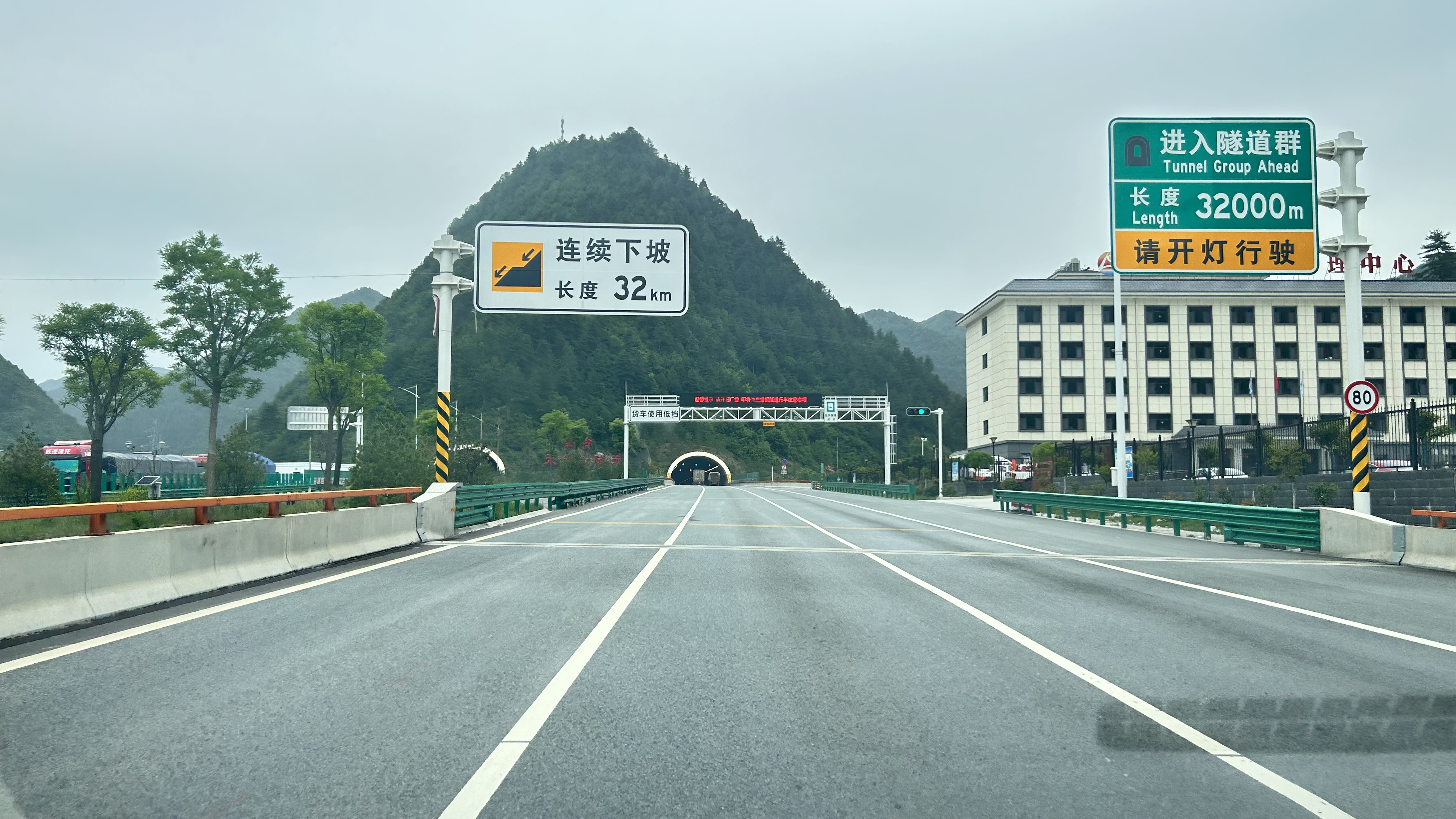
秦岭天台山隧道群道路标志牌

秦岭天台山超长隧道群总长约32公里，共设置短路基4处，桥梁5座（分别为李家河大桥、无名沟中桥、银洞峡中桥、朱沟大桥及神沙河大桥），隧道10座（其中特长隧道2座，长隧道5座，中隧道3座）。自北向南穿越秦岭山脉主脊，桥隧占比98.1%，平均纵坡1.8%，最大纵坡2.38%，为超长距离连续纵坡隧道群。2020年3月，秦岭天台山超长隧道群安全绿色科技示范工程正式获得中华人民共和国交通运输部立项批复，成为陕西省首个交通科技示范类工程。
其中，秦岭天台山隧道采用双洞双向六车道高速公路隧道，设计速度80公里／小时，左线长15483米，右线长15560米，单洞建筑限界宽14米，净高5米，单洞内轮廓面积99平方米，左右线均为1.65%单向纵坡。左线进口位于半径1965米的圆曲线上，出口位于半径4900米的圆曲线上，洞身位于直线段；右线进口位于半径1800米的圆曲线上，出口及洞身位于直线段。隧道最大埋深973米，相当于深入地下314层楼高；钢材用量5.6万吨，相当于8座埃菲尔铁塔；混凝土用量126万立方米，相当于21个“水立方”；施工出渣量约517万立方米，按照高度1米折算，相当于723个标准足球场的面积。具有“超长、多车道、长纵坡、大埋深、生态敏感”等显著工程特征，是中国国内项目难度最大、科技含量最高的高速公路隧道工程，也是世界上工程量和建设规模最大的公路隧道。
隧道采用三井四段式通风方案，分别设置1号斜井、2号竖井、3号斜井，均按双井设计，其中，1号斜井长915.7米，纵坡40.175%，采用有轨运输系统；2号竖井设计排风井、送风井各一座，中心间距34米，净直径均为8.5米，排风井地下深560.81米、地面以上高40米，送风井地下深554.68米、地面以上高10米；单井最大开挖直径10.08米、最大断面78.5平方米，建设体量（双井）高达8.9万立方米；3号斜井长1753.7米，纵坡13%，采用无轨运输方式。同时设置3座地下风机房、各8条联络通风道连接左右线隧道，独头送风最长达6.2公里。
施工中配备了电脑控制凿岩台车、湿喷机械手、自行式液压栈桥、仰拱整体式模板、红外线定位装置、电缆沟槽整体模板台车等设备，并采用聚能爆破与水压光面爆破技术、拱顶带模注浆技术、雾炮养生及二维码扫描技术，提高隧道建设品质和效率。
隧道内设置了缓解疲劳灯光带。在进出口设置消防救援站，洞内设有两处摩托车执勤点，并设置4处回转车道（正交加宽车行横洞），可满足消防车及救援车辆两个方向快速调头转向。在中国国内首次采用SMA沥青混凝土材料铺装路面，以提高行车安全性和舒适性。照明选用LED节能灯具，采用无级调光智能控制方式。

## 参建单位
- 建设单位：陕西省交通建设集团公司。
- 设计单位：中交第一公路勘察设计研究院。
- 施工单位：中铁一局集团有限公司、中交第二公路工程局有限公司、中铁十二局集团有限公司、中铁十一局集团有限公司[1]。

## 建设历程
2016年7月27日，陕西省交通建设集团公司发布《陕西省宝鸡至坪坎高速公路路基桥隧控制性工程施工及监理招标公告》，其中涉及秦岭天台山隧道的有4个施工标段。9月23日，陕西省交通运输厅公示了各标段的招标结果：
| 标段  | 里程桩号                                  | 主要工程内容                                                  | 第一中标人                 | 中标价格 （元人民币） |
| ----- | ----------------------------------------- | ------------------------------------------------------------- | -------------------------- | --------------------- |
| LJ-10 | K152+409～K156+100 ZK152+351～ZK156+015   | 隧道进口3509米、进口施工斜井 581.233米、桥梁173米/1座（刚构） | 中铁一局集团有限公司       | 469,273,408           |
| LJ-11 | K156+100～K159+285 ZK156+015～ZK159+200   | 隧道3185米、1号斜井（K156+300）721.971米                      | 中交第二公路工程局有限公司 | 485,685,023           |
| LJ-12 | K159+285～K164+350 ZK159+200～ZK164+265   | 隧道5065米、3号斜井（K164+000）1517.256米、2号竖井联络风道    | 中铁十二局集团有限公司     | 740,380,312           |
| LJ-13 | YK164+350～YK168+217 ZK164+265～ZK168+007 | 隧道3762.5米                                                  | 中铁十一局集团有限公司     | 551,099,480           |

2016年10月15日，进口段开工建设。10月30日，3号斜井完成洞口套拱及管棚施工，进入实质性开工建设阶段。11月19日，出口段正式开工建设。
2017年4月12日，陕西省交通运输厅以陕交函〔2017〕406号文件批复了宝坪高速公路施工图设计。文件显示：隧道建筑限界采用净宽14.0米（0.75米检修道＋0.5米左侧侧向宽度＋3×3.75米行车道＋0.75米右侧侧向宽度＋0.75米检修道），净空限界高度5.0米；衬砌断面内轮廓采用三心圆。隧道紧急停车带建筑限界采用净宽17.0米（0.75米检修道＋0.5米左侧侧向宽度＋3×3.75米行车道＋3.75米紧急停车带+0.75米检修道），净高5.0米；衬砌断面内轮廓采用三心圆，紧急停车带长度为50米。车行横洞采用净宽4.5米，净高5.0米的（曲）直墙式断面，车行横洞与行车方向夹角为60°。人行横洞采用净宽2.0米，净高2.5米的直墙式断面，人行横洞与行车方向夹角为90°，其底面与检修道盖板顶面平齐。
2017年4月25日，陕西省交通建设集团公司发布《宝鸡至坪坎高速公路路基桥隧剩余工程施工及监理招标公告》，涉及秦岭天台山隧道的有1个标段。6月16日，陕西省交通运输厅公示了各标段的招标结果：
| 标段 | 里程桩号            | 主要工程内容 | 第一中标人                         |
| ---- | ------------------- | ------------ | ---------------------------------- |
| LJ-4 | K159+445、ZK159+321 | 隧道2号竖井  | 中交第二公路工程局第四工程有限公司 |

2017年5月30日，进口施工斜井顺利贯通。该斜井起点海拔1246米，全长620.8米，宽10米，高7.5米，最大纵坡9%，净空面积61平方米，设计为无轨运输双车道斜井，采用上下台阶法和全断面法开挖施工。8月18日，3号斜井右线顺利贯通；9月30日，左线顺利贯通。该斜井左线长1927.5米，右线长1540米，左右线纵坡均为13%。12月31日，隧道右线进口完成反向出洞。
2018年7月1日，2号竖井正式开凿。2019年7月26日，排风井完成掘进任务；7月30日，送风井完成掘进任务。8月10日至11月19日，2号竖井井下混凝土二次衬砌工程浇筑完成，创国内高速公路竖井衬砌施工新纪录。11月12日，进口段左线3.493公里完成掘进。
2020年1月6日，出口段左线贯通。1月12日，出口段右线也实现贯通。4月22日，进口段右线3.519公里完成掘进。
2020年8月30日，陕西省交通运输厅以陕交函〔2020〕920号文件批复了秦岭天台山隧道增设洞内交通转换带的设计变更。加宽利用原设计K159+730车行横洞作为一个联络通道，并增加一个反向联络通道，共同组成“八字”型布置交通转换带。联络通道净宽8.5米，净高5.0米。在联络通道与正洞交叉段对正洞进行左侧加宽3米，左线加宽段长80米，右线加宽段长100米。12月28日，秦岭天台山隧道实现了3.9厘米误差的高精度贯通。
2021年5月，秦岭天台山隧道进入路面施工阶段。8月17日，隧道通过交工验收。9月30日，秦岭天台山隧道随宝坪高速公路宝鸡至岩湾段正式通车。
2022年3月3日，陕西交通控股集团发布秦岭天台山超长隧道群安全绿色科技示范工程的施工招标公告。5月31日，陕西高速交通工贸有限公司成功中标。

## 运营统计
截至2022年9月30日，秦岭天台山隧道通车运营一周年，累计车流量3510188辆，日均车流9643辆。

## 车辆通行费
根据陕西省高速公路收费中心公布的最新信息显示，秦岭天台山隧道加收费用标准如下：
| 类别               | 类别 | 车辆类型            | 核定载人数          | 说明                                             | 加收标准 （元/车次） |
| ------------------ | ---- | ------------------- | ------------------- | ------------------------------------------------ | -------------------- |
| 客车               | 1类  | 微型、小型          | ≤9                  | 车长小于6000mm且核定载人数不大于9人的载客汽车    | 20                   |
| 客车               | 2类  | 中型乘用车列车      | 10-19—              | 车长小于6000mm且核定载人数为10-19人的载客汽车—   | 30                   |
| 客车               | 3类  | 大型                | ≤39                 | 车长不小于6000mm且核定载人数不大于39人的载客汽车 | 40                   |
| 客车               | 4类  | 大型                | ≥40                 | 车长不小于6000mm且核定载人数不小于40人的载客汽车 | 50                   |
| 类别               | 类别 | 总轴数 （含悬浮轴） | 总轴数 （含悬浮轴） | 说明                                             | 加收标准 （元/车次） |
| 货车 及专项 作业车 | 1类  | 2                   | 2                   | 车长小于6000mm且最大允许总质量小于4500kg         | 14                   |
| 货车 及专项 作业车 | 2类  | 2                   | 2                   | 车长不小于6000mm且最大允许总质量不小于4500kg     | 21                   |
| 货车 及专项 作业车 | 3类  | 3                   | 3                   | —                                                | 39.6                 |
| 货车 及专项 作业车 | 4类  | 4                   | 4                   | —                                                | 45.9                 |
| 货车 及专项 作业车 | 5类  | 5                   | 5                   | —                                                | 46.9                 |
| 货车 及专项 作业车 | 6类  | ≥6                  | ≥6                  | —                                                | 55.8                 |